# سولون تشيس
سولون تشيس (بالإنجليزية: Solon Chase)‏ هو فلاح ورئيس تحرير صحيفة وسياسي أمريكي، ولد في 1823، وتوفي في 23 نوفمبر 1909 في الولايات المتحدة. حزبياً، نشط في الحزب الجمهوري. وقد انتخب عضو مجلس نواب مين.